# Riedichen
Riedichen (alemannisch Riediche) ist der östlichste Stadtteil der Stadt Zell im Wiesental im Landkreis Lörrach.

## Lage und Geografie
Riedichen liegt rund drei Kilometer südöstlich von Atzenbach und damit linksseitig des Wiesentals auf einer Höhe von 668 m. Die Straße von Atzenbach (Kreisstraße 6301) führt in Serpentinen hinauf und führt dann weiter auf die Kreisstraße 6352 in Richtung Gersbach.

## Geschichte

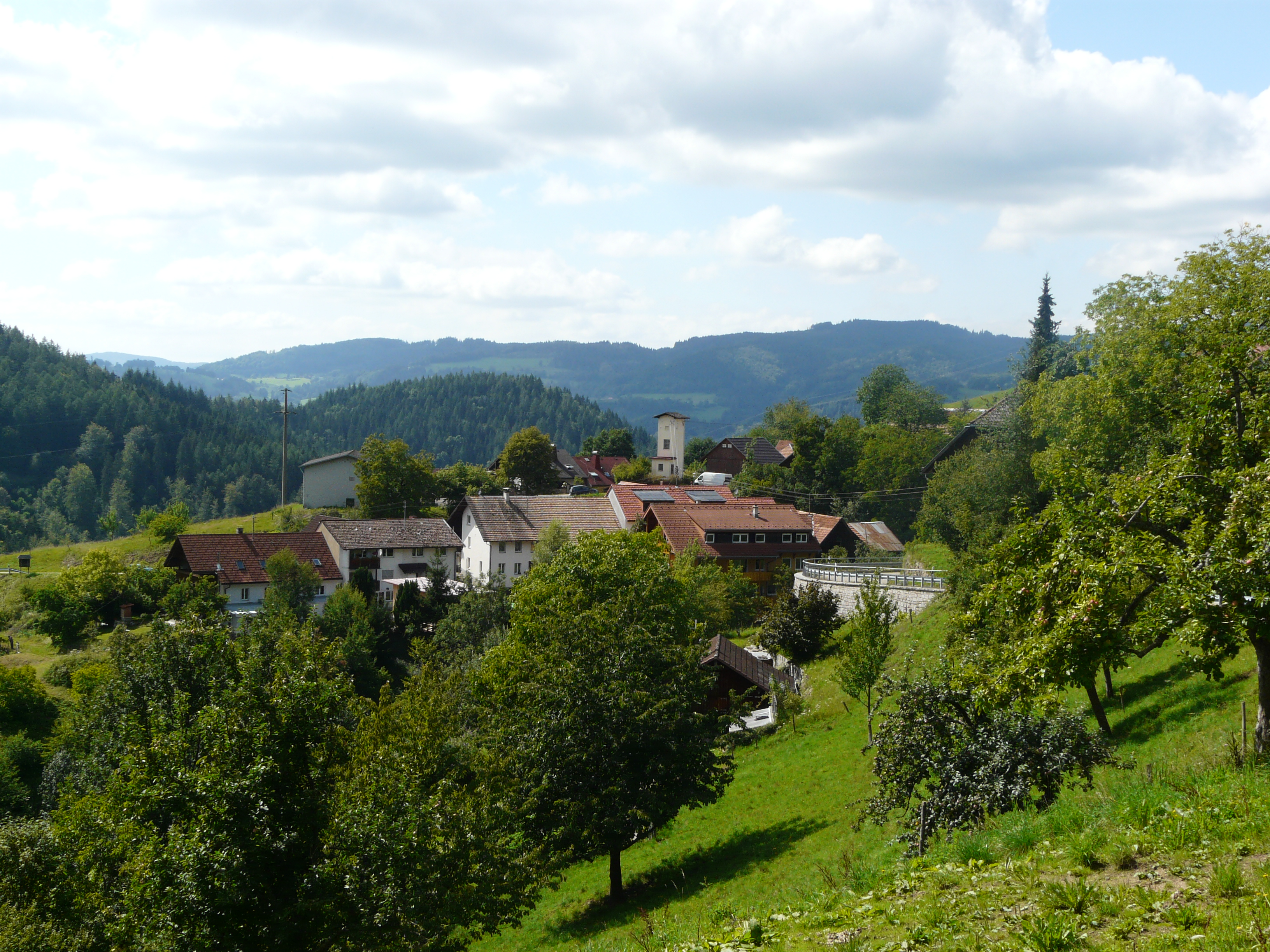
Ansicht von Riedichen

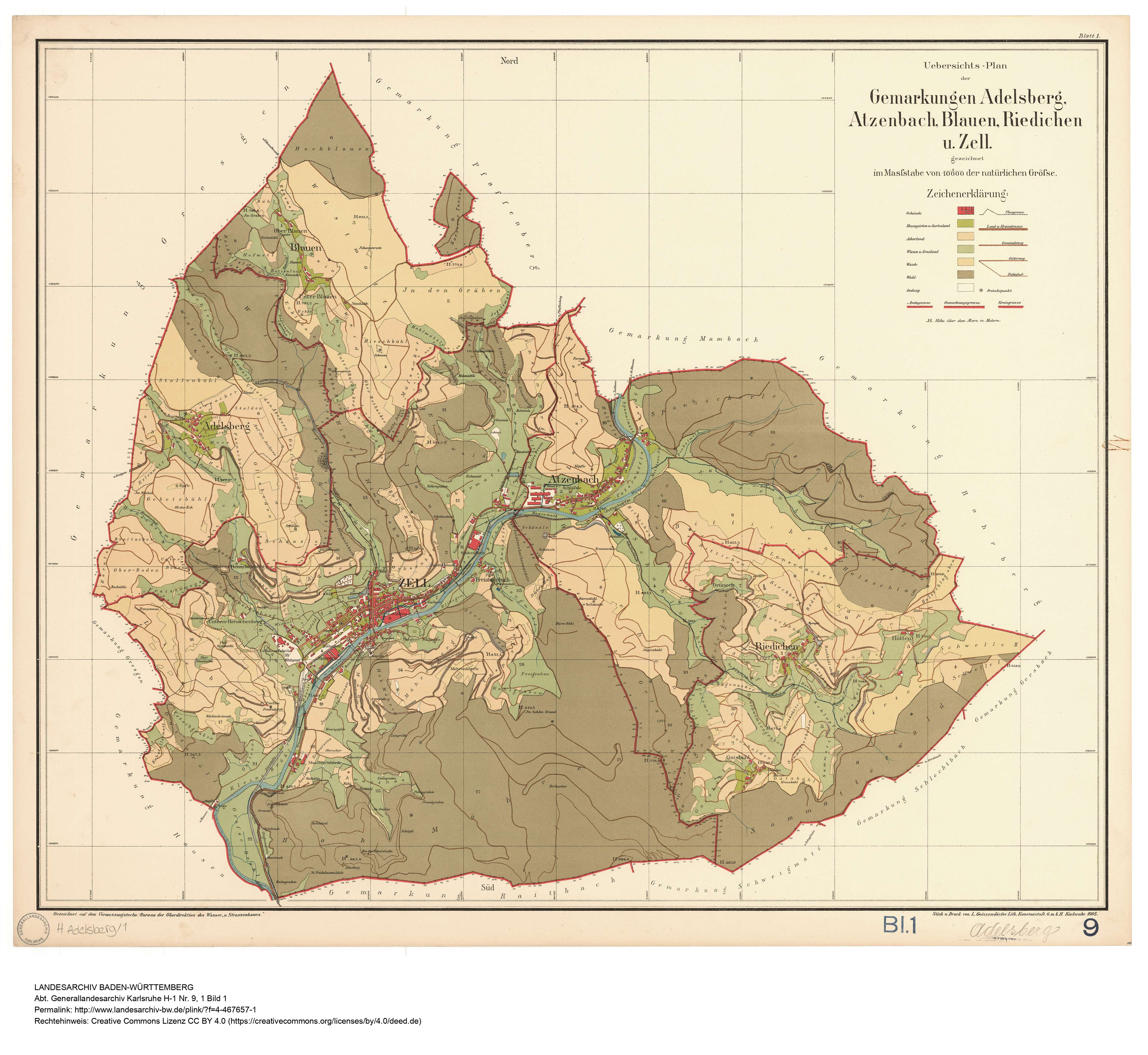
Karte von Zell, Atzenbach, Adelsberg, Blauen und Riedichen von 1901

Das Dorf Riedichen wurde 1439 erstmals als „item Heini jn Raidach git 6 dn (Schilling) von Gaisbuel“ erwähnt. Selbständig wurde das Dorf erst 1811. Früher hieß das Dorf Riedach und Riedacker. Der Name deutet auf eine frühere Rodung hin.

## Politik

### Gemeinderat
Riedichen schloss sich bereits am 1. März 1972 der Stadt Zell an. Riedichen ist Stadtteil von Zell und Ortschaft mit Ortsvorsteher, Ortschaftsrat und Ortsverwaltung. Der Ortschaftsrat hat sechs Mitglieder.

### Wappen
Das Wappen von Riedichen wurde auf Vorschlag des Generallandesarchives 1902 angenommen. 
„Das Riedicher Wappen zeigt ein Bindenschild in Rot mit einem silbernen Mittelbalken, in den roten Feldern oben zwei und unten einen goldenen Ring. Die Farben weisen auf die einstige österreichische Landesherrschaft und die drei Ringe auf die Grundherrschaft der Freiherren von Schönau hin. Das Wappen wurde 1902 von der Gemeinde angenommen.“

## Bevölkerung und Religion

### Einwohnerentwicklung
Die Zahl der Einwohner Riedichens entwickelte sich wie folgt:
| Jahr | Einwohner |
| ---- | --------- |
| 1852 | 294       |
| 1871 | 246       |
| 1880 | 238       |
| 1890 | 237       |
| 1900 | 231       |
| 1910 | 184       |
| 1925 | 165       |

| Jahr | Einwohner |
| ---- | --------- |
| 1933 | 167       |
| 1939 | 154       |
| 1950 | 188       |
| 1956 | 209       |
| 1961 | 196       |
| 1970 | 197       |

### Religion
Die Zugehörigkeit zu den Religionsgemeinschaften verteilte sich in der Vergangenheit wie folgt:
| Religionszugehörigkeit in Riedichen | Religionszugehörigkeit in Riedichen | Religionszugehörigkeit in Riedichen | Religionszugehörigkeit in Riedichen |
| Jahr                                | Religion                            | Religion                            | Religion                            |
| ----------------------------------- | ----------------------------------- | ----------------------------------- | ----------------------------------- |
|                                     | evangelisch                         | katholisch                          | sonstige                            |
| 1858                                | 0,0 %                               | 100,0 %                             | 0,0 %                               |
| 1925                                | 0,6 %                               | 99,4 %                              | 0,0 %                               |
| 1950                                | 14,2 %                              | 84,1 %                              | 1,7 %                               |
| 1961                                | 14,0 %                              | 83,4 %                              | 2,6 %                               |
| 1970                                | 14,5 %                              | 81,8 %                              | 3,7 %                               |

## Vereine
In Riedichen existieren zwei Vereine. Neben dem Männergesangsverein gibt es die Bergvogtei Riedichen, einem am 11. Januar 1973 gegründeten Verein, der den Fasnachtsbrauch pflegt.

## Persönlichkeiten
- Adolf Glattacker, Maler und Zeichner